# پاسادنا هیلز (فلوریدا)
پاسادنا هیلز (به انگلیسی: Pasadena Hills) یک منطقهٔ مسکونی در ایالات متحده آمریکا است که در فلوریدا واقع شده‌است. پاسادنا هیلز ۷٬۵۷۰ نفر جمعیت دارد و ۵۷٫۰ متر بالاتر از سطح دریا قرار دارد.